# 古プロヴァンス語
古プロヴァンス語（こプロヴァンスご、オック語: occitan ancian、カタルーニャ語: occità antic）はオクシタニー・カタロニア語の最古の語形であった。これは8世紀から14世紀に掛けての時代の文章で証拠づけられている。

## 言語名別称
- Old Occitan
- Old Occitanian
- Old Provençal
- 古期プロバンス語
- 古プロバンス語
- 古オック語